# Mohamed Abderrahman Tazi
Mohamed Abderrahman Tazi (àrab: محمد عبد الرحمن التازي, Muḥammad ʿAbd ar-Raḥmān at-Tāzī) (Fes, 3 de juliol de 1942) és un cineasta, guionista i director de fotografia marroquí. Considerat un dels artistes més venerats del Marroc, Tazi ha realitzat diverses pel·lícules aclamades per la crítica, com ara 6 et 12, Le Grand Voyage, Les voisins d'Abou Moussa i Al Bayra, la vieille jeune fille. A més de director, també és productor, escriptor i director de fotografia.

## Vida personal
Va néixer el 3 de juliol de 1942 a Fes, Marroc. El 1963 es va graduar a l'Institut des hautes études cinématographiques (IDHEC) a París. Després, el 1974, va estudiar comunicació a la Syracuse University, Nova York.

## Carrera
El 1964 va produir el documental Sunab i després el curtmetratge Tarfaya, ou la marche d'un poete, el 1966. Després, el 1967, va treballar com a director de fotografia a la pel·lícula Quaraouyne i després a la pel·lícula de 1968 Du Côté de la Tassaout. El 1968 va dirigir la seva pel·lícula inaugural, 6 et 12.
El 1979 va crear la productora Arts et Techniques Audio-visuels. Més tard, esdevingué el productor i director de programes culturals de la Televisió del Marroc i de la Televisió Espanyola. Abans de la direcció cinematogràfica, Tazi va treballar com a assessor tècnic de les pel·lícules de Robert Wise i John Huston rodades al Marroc.
El 1981 va fer el seu primer llargmetratge Le Grand Voyage. Després, el 1989, va dirigir i produir la pel·lícula Badis, aclamada per la crítica. Amb l'èxit de la pel·lícula, va fer À la recherche du mari de ma femme el 1994 i Lalla Hobby el 1997. Del 2000 al 2003, Tazi va ser nomenat director de produccions del canal de televisió marroquí 2M TV.
A part del cinema, més tard va escriure el llibre Beyond Casablanca.

## Filmografia
| Any  | Pel·lícula                                                         | Paper                   | Gènere              | Ref.   |
| ---- | ------------------------------------------------------------------ | ----------------------- | ------------------- | ------ |
| 1964 | Sunab                                                              | Director                | documental          | [ 8 ]  |
| 1966 | Tarfaya, ou la marche d’un poète                                   | Director                | curtmetrarte        | [ 9 ]  |
| 1967 | Quaraouyne                                                         | Fotografia              | llargmetratge       | [ 10 ] |
| 1968 | Du côté de la Tassaout                                             | Fotografia              | llargmetratge       | [ 11 ] |
| 1968 | 6 et 12                                                            | Director                | llargmetratge       | [ 12 ] |
| 1968 | Vaincre pour vivre                                                 | Fotografia              | pel·lícula          | [ 13 ] |
| 1971 | Wechma                                                             | Fotografia              | pel·lícula          | [ 14 ] |
| 1971 | Fantasia du siècle                                                 | Director                | pel·lícula          | [ 15 ] |
| 1977 | Marxar o morir                                                     | Supervisor de producció | pel·lícula          |        |
| 1978 | Adieu Philippines                                                  | Director                | pel·lícula          | [ 16 ] |
| 1978 | Silver Bears                                                       | Gestor de lloguers      | pel·lícula          |        |
| 1981 | Le Grand Voyage                                                    | Director                | pel·lícula          | [ 17 ] |
| 1982 | Lialat shafia                                                      | Director                | pel·lícula          |        |
| 1983 | El retorn del cavall negre                                         | Gestor de lloguers      | pel·lícula          |        |
| 1986 | Eabaas 'aw juha lam yamut                                          | Director, guionista     | pel·lícula          |        |
| 1987 | Aux portes de l’Europe                                             | Director                | pel·lícula          | [ 18 ] |
| 1989 | Badis                                                              | Director, guionista     | pel·lícula          | [ 19 ] |
| 1991 | La plage des enfants perdus                                        | Production director     | pel·lícula          |        |
| 1994 | À la recherche du mari de ma femme (Looking for My Wife's Husband) | Director                | pel·lícula          | [ 20 ] |
| 1995 | Voleur d’images                                                    | Director                | pel·lícula          | [ 21 ] |
| 1997 | Lalla Hobby                                                        | Director                | pel·lícula          | [ 22 ] |
| 2000 | Au-delà de Gibraltar                                               | Productor executiu      | pel·lícula          | [ 23 ] |
| 2003 | Moi, ma mère et Bétina                                             | Productor               | pel·lícula per a TV |        |
| 2003 | Les voisins d'Abou Moussa                                          | Director                | pel·lícula          | [ 24 ] |
| 2005 | Les tourments de Coverin                                           | Director                | pel·lícula          |        |
| 2005 | Mehayin D Haussain                                                 | Director                | pel·lícula          |        |
| 2006 | Fouad Souiba                                                       | Actor                   | documentary         |        |
| 2011 | Houssein et Safia                                                  | Sèrie de televisió      | pel·lícula          |        |
| 2013 | Al Bayra, la vieille jeune fille                                   | Director                | pel·lícula          | [ 25 ] |
| 2013 | Hnia Moubara O Masood                                              | Director                | sèrie televisiva    |        |
| 2015 | La promotion                                                       | Director                | pel·lícula          |        |
| 2018 | Les extras                                                         | Director                | pel·lícula          |        |
| 2022 | Fatema, La Sultane Inoubliable                                     | Director                | pel·lícula          |        |